# October 15
October 15 – polski zespół muzyczny pochodzący z Gdańska założony w 2004 r. Grupa wykonuje muzykę rockową współtworząc polską scenę Rock Against Communism. Od 2005 r. kapela wydała kilka albumów własnych oraz współtworzyła splity z innymi wykonawcami muzycznymi. Jednym z członków grupy jest Olaf Jasiński, muzyk znany z kilku zespołów RAC, w tym między innymi z legendarnej formacji Honor. Grupa October 15 uczestniczyła w upamiętnieniu zmarłego w wypadku samochodowym lidera i wokalisty tej kapeli – Mariusza „Szczerego” Szczerskiego.

## Historia
Zespół muzyczny October 15 został założony w 2004 r. w Gdańsku. W niektórych opracowaniach można znaleźć informację mówiącą wprost o tym, że jest to projekt Olafa Jasińskiego, znanego przede wszystkim, choć oczywiście nie tylko, ze swoich działań jako członek grupy Honor. Począwszy od 2005 r. zespół wydał kilka własnych albumów muzycznych oraz współtworzył wspólne publikacje (splity) z innymi wykonawcami muzycznymi, nie tylko polskimi. Część tych publikacji zespół wydał samodzielnie, a w późniejszym okresie przy współpracy z takimi wydawnictwami muzycznymi jak Fuck The System! Records i Homo Superior. Jego utwory muzyczne zamieszczane były także na składankach muzycznych zawierających kompozycje różnych kapel, w tym w wydawnictwie poświęconym upamiętnieniu zmarłego w wyniku wypadku samochodowym lidera i wokalisty tej kapeli – Mariusza „Szczerego” Szczerskiego.
Zespół w swojej karierze koncertował, choć tak, jak w przypadku całej sceny nacjonalistycznej, informacje o występach są często trudnodostępne, ze względu na ataki medialne i fizyczne oraz działania zmierzające do uniemożliwienia przeprowadzenia imprezy, prowadzone przez osoby lub organizacje wywodzące się ze środowisk lewicowych lub liberalnych. Pośród dostępnych na ten temat publikacji można znaleźć przykładowo informację o koncercie w dniu 22.09.2012 r., na którym występował również October 15. Była to impreza zorganizowana pod szyldem „Combat 18” i „Blood & Honour”. Wystąpiły na niej także inne kapele, takie jak Chaos 88 (Stany Zjednoczone), Oidoxie (Niemcy), Sturmwehr (Niemcy), Potop.

## Skład zespołu i autorstwo utworów
Członkowie zespołu:
- Frank 'N' Sztaim – basista (gitara basowa)
- Jimmy de Wazz – perkusista (perkusja)
- Ar Alcomate – gitarzysta (gitara, gitara rytmiczna)
- Sit Down – wokal[17]
- Olaf Jasiński – gitarzysta (gitara)[17][18].

## Powiązania
W zakresie powiązań poszczególnych członków zespołu z innymi kapelami, to ze względu na fakt, że personalnie, z imienia i nazwiska, znany jest tylko jeden z nich – Olaf Jasiński, to tego typu powiązania można podać tylko pod jego kątem, a jest to dość bogaty zakres obejmujący dorobek artystyczny i liczne działania na scenie muzycznej. W tym zakresie należy wymienić przede wszystkim legendarny i szeroko znany zespół Honor z Gliwic, który istniał wcześniej niż October 15. Ta lista jednak nie kończy się tylko na tym jednym przypadku. Po zakończeniu działalności tej grupy spowodowanego tragiczna śmiercią lidera i wokalisty Mariusza Szczerskiego, Olaf Jasiński wspólnie z muzykiem, który uczestniczył w pracach Honoru w początkowym okresie jego działalności – Robertem Krakowiakiem, wydał jeszcze jedną płytę pod szyldem Honor, a następnie założył formację Battlefield. Trzeba również zaznaczyć, że wcześniej, jeszcze w czasie istnienia Honoru, zaangażował się we współpracę z Adamem Bartnikiewiczem (Konkwista 88, Contra Boys i inne) w duecie pod nazwą Adam & Olaf oraz w polsko-ukraiński projekt muzyczny Warhead. Ma również na swoim koncie dość bogatą solową działalność muzyczną prowadzoną pod własnym imieniem i nazwiskiem – Olaf Jasiński oraz działania innych zespołach muzycznych takich jak Gundestrup, OWK (Opór We Krwi), Neustettin. Gościnnie współtworzył także jako gitarzysta (gitara akustyczna) i basista (gitara basowa) razem z grupą Kolovrat
Innym rodzajem powiązań z zespołami sceny Rock Against Communism, jest współpraca przy wspólnych wydawnictwach muzycznych oraz powiązaną z tym innego typu działalnością. W tym zakresie należy wymienić między innymi takie zespoły jak: Attack, Imperium, Kamaedzitca (Камаедзiца, Białoruś), Kolovrat (Rosja), OWK (Opór We Krwi).

## Twórczość
Zespół postrzegany jest zarówno przez pryzmat swojej twórczości i przekazu płynącego z utworów oraz przez pryzmat jego lidera Olafa Jasińskiego, jako uczestnika ruchu muzycznego i sceny Rock Against Communism. Pod względem muzycznym kompozycje prezentowane przez kapelę były z początków jej działalności klasyfikowane jako Oi! i Rock Against Communism, natomiast w późniejszym okresie nastąpiła pewna zmiana w stylu grania i muzyka zbliżyła się bardziej do stylistyki groove metal, heavy metal i oczywiście nadal Rock Against Communism. Pod względem przekazu płynącego z tekstów piosenek, to ewidentnie dominują tematy związane z narodowym socjalizmem i białą supremacją, a także teksty polityczne i społeczne skupione wokół idei wywodzących się ze środowisk prawicowych.

## Dyskografia

### Dyskografia zespołu
Albumy muzyczne:
- „For The Nation”: w 2005 r., wydawca – Not On Label (October 15 Self-released), jedna płyta kompaktowa[33][34]
- „Gdy Łączyła Nas Walka”: w 2008 r., wydawca – Fuck The System! Records, jedna płyta kompaktowa[35][36]
- „Элитное Братство” („Elite Brotherhood”): w 2009 r., wydawca – Коловрат НС Рекордс, jedna płyta kompaktowa, split z zespołami: Kolovrat, Imperium i Attack[16][23][24], dochód z publikacji przeznaczono na pomoc tzw. „więźniów sumienia”, w tym przypadku osób o prawicowych i nacjonalistycznych poglądach, uwięzionych lub szykanowanych za swoją działalność[16],
- „Kamaedzitca / October 15”: w 2010 r., wydawca – Not On Label, jedna płyta kompaktowa, split/EP z zespołem Kamaedzitca[25]
- „Katostrofa”: w 2010 r., wydawca – Not On Label (October 15 Self-released), jedna płyta kompaktowa, edycja limitowana, numerowana[37][38]
- „OWK / October 15”: w 2010 r., wydawca – Homo Superior (identyfikator albumu – HS011), jedna płyta kompaktowa, split z zespołem OWK (Opór We Krwi)[26][27][30]
- „No Fight - No Glory”: w 2011 r., wydawca – Homo Superior (identyfikator albumu – HS021), jedna płyta kompaktowa[39][40]
- „Desant”: w 2013 r., wydawca – Homo Superior (identyfikator albumu – HS044), jedna płyta kompaktowa[31][41][42]
- „Święte Dęby / Jad Podłej Bestii”: w 2014 r., wydawca – Homo Superior (identyfikator albumu – HS048), jedna płyta kompaktowa[43][44].

### Składanki
Składanki, kompilacje:
- „Augustów 2006 - First Memorial Of Mariusz Szczerski”, wydawca – Strong Survive Records (identyfikator albumu – CD037), dwa wydania[45][46]: 
  - w 2006 r., jedna płyta kompaktowa[47]
  - w 2007 r., jedna płyta kompaktowa[48][46]
- „Kolovrat Above The Whole World - International Tribute To Kolovrat”: w 2018 r., wydawca – Not On Label, trzy płyty kompaktowe, edycja limitowana, numerowana[49].

## Opinie i kontrowersje
Wyżej wspomniany przekaz płynący z tekstów piosenek wykonywanych przez zespół związany z pochwałą narodowego socjalizmu i białej dominacji, wzbudza w środowiskach lewicowych i liberalnych oraz u osób i różnych formacji antyfaszystowskich, antyrasistowskich, antynacjonalistycznych itp., mocną krytykę oraz zdecydowany sprzeciw wobec tej twórczości, działalności wydawniczej oraz scenicznej i wobec głoszonych w utworach treści.